# Nopțile Cabiriei
Nopțile Cabiriei (în italiană Le notti di Cabiria) este un film dramatic italian din 1957, regizat de Federico Fellini și cu Giulietta Masina, François Périer și Amedeo Nazzari în rolurile principale. Inspirat dintr-o poveste a lui Fellini, filmul prezintă viața unei prostituate care trăiește la Roma.
Pe lângă premiul pentru cea mai bună actriță la Festivalul de Film de la Cannes obținut de Giulietta Masina, Nopțile Cabiriei a câștigat Premiul Oscar pentru cel mai bun film străin în 1957. Acesta a fost al doilea an consecutiv în care Fellini a câștigat acest premiu al Academiei Americane de Film, după ce îl obținuse anterior pentru La Strada, în care Masina a jucat, de asemenea, rolul principal feminin.
A fost inclus în lista celor 100 de filme italiene de salvat (100 film italiani da salvare).

## Rezumat
Filmul începe cu urmărirea jucăușă a prostituatei Cabiria de către iubitul ei, Giorgio, pe un câmp și până pe malul unui râu. Necnoscând intențiile criminale ale lui Giorgio, Cabiria stă aproape de malul apei și este împinsă în râu pentru a i se fura poșeta și banii. Ea este salvată rapid de un grup de trecători care o împiedică să se înece.

## Distribuție
- Giulietta Masina — Cabiria Ceccarelli
- François Périer — Oscar D'Onofrio
- Amedeo Nazzari — Alberto Lazzari
- Franca Marzi⁠(d) — Wanda
- Dorian Gray — Jessy
- Franco Fabrizi — Giorgio
- Aldo Silvani⁠(d) — Vrăjitorul
- Ennio Girolami⁠(d) — proxenetul Amleto

## Producție
Numele Cabiria este împrumutat din filmul italian Cabiria (1914), în timp ce personajul Cabiria însăși este preluat dintr-o scenă scurtă a filmului anterior al lui Fellini, The White Sheik. Interpretarea Giulettei Masina din acel film anterior l-a inspirat pe Fellini să facă Nopțile Cabiriei. Nimeni din Italia nu a fost dispus să finanțeze un film în care personajul principal era o prostituată. În cele din urmă, Dino de Laurentiis⁠(d) a fost de acord să finanțeze filmului. Fellini și-a inspirat unele dintre personaje după o prostituată adevărată pe care o întâlnise în timp ce filma Escrocii. Pentru autenticitate, el l-a convins pe Pier Paolo Pasolini, cunoscut pentru familiaritatea cu lumea interlopă criminală a Romei, să contribuie la scrierea dialogurilor.
Nopțile Cabiriei a fost filmat în mai multe zone din apropierea Romei, inclusiv Acilia⁠(d), Castel Gandolfo, Cinecittà, Santuario della Madonna del Divino Amore⁠(d), Porta Maggiore⁠(d), Băile Caracalla și râul Tibru.

## Recepție
Patruzeci de ani mai târziu, Times a publicat o nouă recenzie a succesoarei lui Crowther, Janet Maslin⁠(d). Ea a numit filmul „o capodoperă cinematografică” și a adăugat că imaginea finală a Cabiriei valorează mai mult decât „toate blockbuster-urile înflăcărate pe care le poate oferi Hollywoodul”. Aceasta a fost de departe evaluarea cea mai răspândită a meritelor artistice ale filmului.
În 1998, filmul a fost relansat, restaurat și completat cu o secvență crucială de 7 minute (cu omul care dă mâncare oamenilor săraci care trăiesc în peșteri) pe care cenzorii o tăiaseră după premieră. The Village Voice a clasat Nopțile Cabiriei pe locul 112 în topul „Cele mai bune filme ale secolului” din 1999, pe baza unui sondaj efectuat în rândul criticilor.
Agregatorul de recenzii Rotten Tomatoes a raportat că filmul are un rating de aprobare de 100% pe baza a 42 de recenzii critice. Consensul site-ului este următorul: „Giulietta Masina este remarcabilă în rolul unei sărmane permanent nefericite, cu un spirit nestăpânit, în odiseea necruțător de sumbră -- dar în cele din urmă înălțătoare - a lui Federico Fellini care-ți frânge inima”.

## Premii
- Festivalul de Film de la Cannes: Cea mai bună actriță, Giulietta Masina; Premiul OCIC - Mențiune specială, Federico Fellini; 1957.[12]
- Premiile David di Donatello, Italia: Cel mai bun regizor, Federico Fellini; Cea mai bună producție, Dino De Laurentiis; 1957.
- Festivalul Internațional de Film de la San Sebastián: Premiul Zulueta pentru cea mai bună actriță, Giulietta Masina; 1957.
- Premiile Oscar: Oscar pentru cel mai bun film străin, Italia; 1957.[13] Laureați- Federico Fellini & Dino De Laurentiis⁠(d)
- Sindicatul Național al Jurnaliștilor de Film din Italia: Panglica de argint, Cea mai bună actriță, Giulietta Masina; Cel mai bun regizor, Federico Fellini; Cel mai bun producător, Dino De Laurentiis; Cea mai bună actriță în rol secundar, Franca Marzi; 1958.
- Premiile Sant Jordi, Barcelona, Spania: Cea mai bună actriță străină, Giulietta Masina; Cel mai bun regizor străin, Federico Fellini; Cel mai bun film străin, Federico Fellini; Cel mai bun scenariu străin, Ennio Flaiano, Tullio Pinelli și Pier Paolo Pasolini; 1959.
- Premiile Cinema Writers Circle, Spania: Premiul CEC, Cel mai bun film străin, Italia; 1959.[14]